# 新少年週刊
《新少年週刊》是香港東立出版社發行的少年漫畫雜誌，為日本講談社《週刊少年Magazine》的中文版，於1993年3月27日創刊至今，2010年開始轉為雙週刊易名《新少年》，隔週四出版。

## 正在連載作品

### 日本漫畫
- 《麻辣教師GTO湘南14日》（藤澤亨）
- 《飛輪少年》（大暮維人）
- 《魔法老師》（赤松健）
- 《Gate7》（CLAMP）
- 《CØDE:BREAKER》（上条明峰）
- 《FAIRY TAIL魔導少年》（真島浩）
- 《血色星期一》（龍門諒 x 惠廣史）

### 香港漫畫
- 《火鳳燎原》（陳某）
- 《火鳳四格》（作畫：諾藍、故事創作：俊註點）
- 《創帝紀》（孫威軍編繪）
- 《武道狂之詩》漫畫版（由夢馬工作室改編自葉偉青、喬靖夫之同名小說）

### 不定時連載
- 《金田一少年之事件簿》（金成陽三郎、天樹征丸、佐藤文也）

## 曾經連載作品
- 《3.3.7應援男》
- 《38二十四笑》
- 《GO！純情水泳社》
- 《HI5！》
- 《Tsubasa翼》（CLAMP）
- 《xxxHOLiC》（CLAMP）
- 《不是人》
- 《不良仔與眼鏡妹》
- 《世界守護者TRIBAL12》
- 《中華小廚師》
- 《人形手機090》
- 《人間兇器》
- 《偵探學院Q》（天樹征丸、佐藤文也）
- 《傳說之頭目‧翔》
- 《充神榜》
- 《功夫旋風兒》
- 《大食客》
- 《天地男兒》
- 《妖怪醫生》
- 《密殺戰群》
- 《將太的壽司》
- 《將太的壽司全國大會篇》
- 《小宇宙啟動》
- 《小鎮有你》
- 《少年刑警》
- 《少年撞球王》
- 《少年無宿》
- 《少年籃球夢》
- 《少年黃飛鴻》
- 《感應少年EIJI》
- 《新功夫旋風兒L》
- 《新戀愛白皮書》
- 《新無敵怪醫》
- 《校園迷糊大王》（小林盡）
- 《滾球王》
- 《無敵怪投》
- 《無敵怪醫》
- 《特殊救難隊》
- 《猩人王》
- 《猴王五九》
- 《獸魂》（真島浩）
- 《王牌至尊》
- 《破壞王》
- 《神to戰國學生會》
- 《第一神拳》（森川讓次）
- 《精武門》
- 《純情房東俏房客》（赤松健）
- 《純情排球王子》
- 《純愛塗鴉》
- 《網球好小子》
- 《繪戰師》
- 《聖石小子》（真島浩）
- 《藝能創奇者》
- 《超異能少年》
- 《超能力MAYA》
- 《足球之夢》
- 《足球騎士》
- 《野球太保》
- 《閃靈二人組》（青樹佑夜、綾峰欄人）
- 《雲州大儒俠史艷文》
- 《雷霆笑警》
- 《震撼鮮師》
- 《霸王傳說》
- 《顛瘋物語》
- 《馬拉松硬漢》
- 《馬臉與大豬頭》
- 《鬼眼狂刀KYO》（上條明峰）
- 《魔術少年》
- 《麻辣教師GTO》
- 《麻辣棒球員》
- 《麻辣野玫瑰ZERO》

## 相關連結
- （中文）東立香港(香港) （页面存档备份，存于）
- （中文）新少年雙週刊(香港) （页面存档备份，存于）
- （中文）新少年facebook